# Khassan Issaev
Khassan Issaev   (Ràzgrad, 9 de novembre de 1952) és un lluitador búlgar, ja retirat, especialista en lluita lliure, que va competir durant la dècada de 1970.
El 1976 va prendre part en els Jocs Olímpics d'Estiu de Montreal, on guanyà la medalla d'or en la competició del pes mini mosca del programa lluita lliure.
En el seu palmarès també destaquen tres medalles al Campionat del Món, dues d'or i una de plata, entre les edicions de 1973 i 1975, així com dues medalles d'or al Campionat d'Europa, el 1973 i el 1975.
Nombroses lesions el van obligar a retirar-se de la lluita lliure el 1979. Posteriorment va exercir d'entrenador al SC Ludogorets. Va ser condecorat amb l'Orde de Stara Planina, en primer grau.